# چای سیاه
چای سیاه نام یک نوشیدنی است که از گیاهی به نام کاملیا سیننسیس (Camellia sinensis) به دست می‌آید. لفظ چای کلمه‌ای چینی بوده که در قدیم در چین و شمال هند به کار برده می‌شد و ایرانیان دقیقاً همان کلمه را به زبان فارسی وارد کرده‌اند. بوته چای برای اولین بار در چین و در حدود پنج هزار سال پیش شناخته شد که به‌تدریج علاوه بر دارا بودن خاصیت درمانی، برای مصرف رنگ‌آمیزی نیز به کار رفت. چای که در چین به‌صورت خودرو و طبیعی یافت می‌شود، بعد از مدتی به‌عنوان دم‌کرده، مفرح و بازآورنده سلامتی برای بدن به دربار پادشاهان راه یافت و حتی تا اواخر قرن گذشته، چای سیاه و چای سبز از نوشیدنی‌های تجملی و گران‌قیمت بوده‌است.
دربارهٔ تاریخ کشف چای، افسانه‌های زیادی گفته‌اند. ازجمله می‌گویند که یکی از امپراتوران چین دستور داد تا فردی را برای تنبیه از شهر بیرون کنند. آن شخص مدتی را در کوه و بیابان و در جنگل‌ها سرگردان بود و به همین خاطر بسیار ضعیف و ناتوان شده بود. در همین میان درختی را دید و از شدت گشنگی برگ آن را به‌عنوان غذا خورد و بعد از مدتی رنگ و رخسارش کاملاً زیبا به حالت اولیه برگشت. به‌طور مخفیانه وارد شهر شد و با یکی از نزدیکان امپراتور احوال خود را بازگو کرد. در نهایت امپراتور او را احضار کرد و از اینکه او صحیح و سلامت برگشته است متعجب شد. بعد از این ماجرا امپراتور، عده‌ای از طبیبان را برای تحقیق درباره خواص این گیاه مأمور کرد.
همچنین در افسانه‌ای دیگر گفته‌اند که روزی عده‌ای برای شکار به جنگل رفته بودند. گوشت یکی از شکارهای خود را در ظرفی ریختند و روی آن را با شاخه‌های چای پوشاندند. دوباره به شکار رفتند و بازگشت. چیزی که مشاهده کردند آن‌ها را بسیار متعجب زده کرده بود. گوشت‌ها کاملاً له‌شده بودند. نتیجه این مشاهده را به طبیبان اطلاع دادند و آن‌ها دریافتند که گیاه چای برای هضم غذا و زود پختن گوشت و حبوبات بسیار مؤثر است.
سابقه مصرف چای در ایران از قرن هفدهم میلادی گزارش‌شده که جهانگردان از چایخانه‌هایی گزارش داده‌اند که رجال و افراد ثروتمند در آنجا جمع شده و چای می‌نوشیدند. در ضمن در همان قرن هفدهم میلادی تاجری اصفهانی که دامنه تجارتش تا هندوستان می‌رسیده و اجناس این نواحی را به اروپا می‌برد و می‌فروخت، برای اولین بار چای را به اروپا برد و به‌عنوان نوشیدنی مفرح جدیدی که در هندوستان به آن «تِی» می‌گفتند، به اروپاییان چشاند.
زراعت چای بعد از چین، در هند و ژاپن و از قرن نوزدهم میلادی به‌تمامی نقاط مختلف و مستعد دنیا توسعه راه یافت. در روسیه و در سال ۱۸۸۵ به دستور دولت وقت، «پرنس-ورنتسف» در نواحی قفقاز شروع به کشت چای کردند. ژاپن در قرن نهم، در کشورهای آفریقایی و عثمانی در قرن نوزدهم به چای‌کاری پرداختند. نهال‌های چای در زمینی که خاک قرمز و مقداری آهن و هوای آن رطوبتی باشد و سرمای شدید کمتر از منهای ده درجه نباشد، به عمل می‌آید. البته شرایط دیگری مثل وجین مناسب و تقویت خاک و هرس هم جز عوامل مهم در این زراعت می‌باشد.

## آماده‌سازی چای سیاه
چای آماده نوشیدن، نتیجه چندین فرآیندی است که بر روی برگ سبز چای انجام می‌شود. فرایند کلی تولید چای سیاه، شامل دو مرحله است: روش رسمی و روش غیررسمی. در روش رسمی کلیه فرآیندهای تولید چای مثل، پلاس مالش، تخمیر و خشک‌کردن برگ چای باید انجام شود، اما در روش غیررسمی بعضی از فرآیندهای تولید چای سیاه باهم ادغام می‌شوند. بیشتر کشورهای خارجی تولیدکننده چای سیاه نظیر کنیا، هند و بنگلادش از روش غیررسمی استفاده می‌کنند.

## روش پایه یا ارتدکس
۱- چیدن برگ سبز چای از باغ‌هاى چای
اولین گام در تولید چای سیاه این بوده که برگ سبز چای از باغات چیده شده و طی مراحلی خاص، به کارخانه آورده شود. چیدن برگ سبز چای به راحتی گفتن آن نیست و خود شامل چندین مرحله است. در قدیم، مردم برای چیدن برگ از تکنولوژی‌هایی که امروزی برای چیدن برگ مشاهده می‌کنیم استفاده نمی‌کردند و تمام فرایند چیدن را با دست انجام می‌دادند. البته باید گفت که با آمدن تکنولوژی بازهم بهترین نوع چای، حاصل از چیدن برگ سبز چای به روش دستی است که از دو برگ و یک غنچه حاصل می‌شود. یکی از دلایلی که ما امروزه شاهد وجود انواع چای سیاه، از چای ممتاز و درجه‌یک گرفته تا ساقه چای (به‌اصطلاح چوب چای) هستیم، می‌توان به همین موضوع چیدن برگ سبز چای اشاره کرد.

### ۲- پلاس
بعد از اینکه برگ سبز به کارخانه آورده می‌شود، برگ سبز توسط کارشناسان بررسی‌شده و بعد از بررسی نهایی به اتاق پلاس آورده می‌شود. مرحله پلاس ازاین‌جهت بسیار مهم است که اگر این مرحله به‌درستی انجام شود یک چای مرغوب تولیدشده و اگر سهل‌انگاری صورت بگیرد اصلاً چای سیاه تولید نخواهد شد. وقتی‌که برگ‌ها را به اتاق پلاس می‌آورند، با پنکه‌هایی که تعبیه‌شده سعی دارند تا برگ سبز چای را پلاسیده نمایند که این امر باعث به وجود آمدن تغییرات فیزیکی (پلاسیدن و پژمرده شدن برگ) و تغییرات شیمیایی (تجزیه آنزیم‌های موجود در چای) می‌شود.

### ۳- مالش
بعد از اینکه برگ‌های چای به‌اندازه کافی در اتاق پلاس ماند و به‌اصطلاح پلاسیده شد، نوبت مالش می‌رسد. منظور از مالش همان فرایند لول کردن برگ‌های پلاسیده چای است. این کار دو مزیت اصلی دارد. اول اینکه وقتی‌که برگ پلاسیده مالش داده می‌شود، شیره برگ چای به بیرون می‌ریزد، مزیت دوم این است که آنزیم‌های موجود در چای بهتر تجزیه‌شده و در مرحله خشک‌کردن چای، عطر وطعم بی‌نظیری به چای سیاه می‌دهد.

### ۴- تخمیر
تخمیر مرحله مهمی در فرایند تولید چای سیاه محسوب می‌شود. فعالیت‌های شیمیایی که در این مرحله روی برگ مالش داده‌شده انجام می‌شود، کیفیت نهایی چای سیاه را مشخص می‌کند. تبدیل برگ سبز چای به یک چای خوش عطر به‌وسیله اکسیداسیون یا تخمیر انجام می‌شود. این مرحله هیچ قواعد خاصی ندارد و فقط تجربه کاربری در آن دخیل است. ممکن است محیط شما طوری باشد که زمان تخمیر نصف زمان موجود در بنگلادش باشد یا به‌عکس. دمای مناسب برای تخمیر بین ۲۳ تا ۲۶ درجه سانتی‌گراد و میزان رطوبت هوا باید ۹۵ درصد باشد. هر چه دما را زیادتر کنید، عملیات تخمیر سریع‌تر صورت می‌گیرد اما بر کیفیت چای می‌تواند تأثیرات منفی داشته باشد.

### ۵- خشک‌کردن
تا اینجای کار، تغییرات زیادی را در چای ایجاد کردیم. برگ چای را مالش و در حالت تخمیر قراردادیم. حال لازم است که کلیه تغییراتی که روی چای ایجادشده را تثبیت کنیم و کاری که کنیم که تغییرات روی چای سیاه تولیدشده، باقی بماند. برای این کار باید چای سیاه را خشک‌کنیم. خشک‌کردن چای تخمیر داده‌شده باعث می‌شود که کلیه واکنش‌هایی که روی برگ سبز چای صورت گرفته، تثبیت شود.

### ۶ – مرحله دسته‌بندی چای سیاه یا سرت کردن
وقتی‌که چای سیاه تولید شد، لازم است که چای را ازنظر ریز یا درشت بودن دسته‌بندی کنیم. در کارخانه‌ها این کار به‌طور خودکار انجام می‌شود و محفظه‌هایی وجود دارد که چای سیاه ریز یک‌طرف و چای سیاه درشت یک طرف دیگر ریخته می‌شوند. چای‌های طبقه‌بندی‌شده ازنظر کیفیت و قیمت باهم تفاوت‌های زیادی دارند.

### روش غیررسمی یا CTC
همان‌طور که در روش رسمی دیدیم، کلیه فرآیندهای تولید چای سیاه انجام می‌شود، اما در روش غیررسمی یا روش غیر ارتدکس چای سیاه به‌گونه‌ای دیگر تولید می‌شود. در این روش، برگ‌های پلاسیده نشده یا کم پلاسیده شده تخمیر و خشک می‌شوند. در واقع مرحله پلاس تا حد زیادی حذف می‌شود و مرحله مالش و خشک‌کردن یا هم تلفیق می‌شود که در مقدار زیادی از زمان صرفه‌جویی می‌شود. این نوع چای در بیشتر کشورهای هند و کنیا و در کشورهای اروپایی مصرف می‌شود، اما در ایران تمرکز بر روی تولید چای سیاه به روش رسمی است و به روش CTC توجهی نمی‌شود.

## روش درست دم‌ کردن چای سیاه
به نخستين نکته‌ای که باید در دم کردن درست چای سیاه دقت کنید، ظرفی است که در آن چای دم می‌آورید. بهتر است که از ظرف هاى چینی برای دم کردن چای سیاه استفاده کنید. ظروف چینی از دیرباز مورد استفاده مردمان شرق آسیا بوده و هست، در ضمن ظروف آهنی و مسی چندان برای سلامتی و واکنش‌هایی که با چای انجام می‌دهند، مناسب نیستند. بگذارید آب سماور کاملاً به جوش آید و بعد از جوش آمدن، آن را در قوری چینی بریزید. چای بسته انواع متفاوتی دارد و از این جهت زمان دم کشیدن متفاوتی نیز خواهد داشت. بعضی از آن‌ها که به‌اصطلاح «زود دم» می‌گویند، بین ۵ الی ۱۰ دقیقه دم می‌کشند، اما چای ایرانی به دیردم معروف است و معمولاً بین ۱۰ الی ۱۵ دقیقه دم می‌کشد.
هر بار که می‌خواهید چای دم‌کنید، سعی کنید که آب سماور را عوض کنید. این کار هم طعم چای را دگرگون می‌کند و هم عوارضی برای سلامتی ندارد. بیشتر ایرانی‌ها به‌اندازه خیلی زیادی چای دم می‌کنند و قسمتی از آن را می‌نوشند و مابقی را برای ساعات بعدی کنار می‌گذارند که این‌یک عادت بسیار بدی به‌حساب می‌آید. وقتی‌که چای به مدت طولانی دست‌نخورده باقی بماند، خواص و طعم خود را از دست می‌دهد. برای جلوگیری از این کار می‌توانید بعد از نوشیدن اولین فنجان از چای، تفاله چای را از قوری جدا کنید. با این کار، چای موجود در قوری، کیفیت و خواص خود را حفظ می‌کند.

## فرهنگ چای در ایران
چای علاوه بر اینکه یک نوع محصول زراعی به‌حساب می‌آید و بسیاری از افراد کشور ایران از این طریق خرج و مخارج زندگی را تأمین می‌کنند، به‌عنوان یک فرهنگ در ایران نیز شناخته می‌شود. هم‌اکنون نوشیدن چای در ایران به‌عنوان نوشیدنی اصلی مردم بعد از آب به‌حساب می‌آید. در هر دیدوبازدید ایرانی‌ها معمولاً اولین پذیرایی با چای صورت می‌گیرد و همچنین هیچ سفره‌خانه و مهمان‌سرایی یافت نمی‌شود که چای نداشته باشد. مردم ایران حتی هنگام مسافرت هم در کنار وسایل سفر خود چای سیاه یا چای سبز به همراه دارند.

## فرهنگ چای در جهان
روسیه: فرهنگ مردمان روسیه شباهت زیادی به فرهنگ ایران دارد. چای به‌عنوان یک نوشیدنی محبوب در روسیه محسوب می‌شود. افراد معمولی چای را در استکان‌هایی مخصوص می‌ریزند و ثروتمندان چای را در استکان‌های نقره و تزیین‌شده ریخته و می‌نوشند. بیشتر واژه‌هایی که ایرانی‌ها به کار می‌برند واژه‌های روسی هستند مانند استکان و سماور که به زبان فارسی ما واردشده‌اند.
چین: بوته چای توسط مردمان چینی کشف شد. از آن لحظه به بعد نوشیدن چای برای چینی‌ها یک امر ضروری به‌حساب می‌آید. وقتی‌که مهمان خارجی وارد خانه یک چینی می‌شود حتماً باید چای بنوشد. در بیشتر مناطق چین، چایخانه‌های متعددی وجود دارد و از این حیث نوشیدن چای در فرهنگ چین، یک نوشیدنی محبوب به‌شمار می‌رود. ناگفته نماند که در چین بیش از صد نوع چای وجود دارد که در نوع خود بی‌نظیر است.
انگلستان: در انگلستان فرهنگ نوشیدن چای به‌عنوان یک میان‌وعده مطرح می‌شود. مردم انگلستان از دیرباز رسم دارند که عصرانه خود را با صرف کیک و چای بگذرانند. این عادت اکنون به‌صورت یک فرهنگ ملی در انگلستان درآمده‌است. مردمان انگلستان نیز همانند فرهنگ ایرانی مهمانان خود را با چای پذیرایی می‌کنند.

## دگردیسی ميان چای سیاه و چای سبز
مردمان کشورهای خاور آسیا به نوشيدن چای سبز علاقه دارند. آن‌ها بر این باورند که چای سبز ويژگى دارویی داشته و باید در طول روز چندین فنجان از دم‌کرده چای سبز بنوشند. در طرف دیگر، مردمان غرب آسیا و خاورمیانه به چای سیاه علاقه دارند. این دو چای از برگ بوته‌ای که نام علمی آن کاملیا (Camellia sinensis) است تهیه می‌شود و تنها در نحوه تولید چای سبز و چای سیاه باهم تفاوت دارند. تفاوت چای سبز و چای سیاه فقط در نحوه اکسیداسیون است که در این فرایند برگ چای با جذب اکسیژن، اکسیدشده و به چای سیاه تبدیل می‌شود. در فرایند تولید چای سبز، برگ چای اکسید نشده و سبز بودن خود را حفظ می‌کند. همین اکسیداسیون باعث به وجود آوردن تفاوت‌های بسیاری در طعم، رنگ و خواصی دارویی چای شده‌است. وقتی‌که برگ چای عملیات اکسیداسیون را انجام می‌دهد، میزان کافئین آن افزایش می‌یابد و این عامل باعث می‌شود تا افراد با خورد چای سیاه به آرامش برسند. از طرفی دیگر چای سبز آنتی‌اکسیدان خود را حفظ می‌کند و از این طریق می‌تواند از بیماری‌های خاصی جلوگیری کند، همچنین شواهدی وجود دارد که چای سبز متابولیسم بدن را افزایش می‌دهد که این امر باعث می‌شود که وزن فرد کاهش یابد.

## گونه‌هاى چای
هر گونه چای که بنوشیم، از یک گیاهی به نام کاملیا آماده شده‌ است. در واقع همه چای‌ها در اصل از یک گیاه هستند و تنها در روش تولید باهم تفاوت دارند. در حالت کلی پنج گونه چای وجود دارد، به نام‌های چای سیاه، چای سبز، چای سفید، چای اولانگ و چای پوئر. البته یک نوع چای زرد نیز وجود دارد که رنگ سبز مایل به زرد دارد ولی چون فرایند تولید آن شبیه به چای سبز است، جزو چای سبز محسوب می‌شود.

## روش آماده‌سازى چای دستی سیاه
چای دستی یکی از روش‌های تولید چای است که همه فرآیندهای تولید چای به‌صورت دستی انجام می‌شود. در قدیم کارخانه‌ای وجود نداشت که مردم برگ چای را تحویل کارخانه دهند و چای سیاه تحویل بگیرند، در نتیجه مردم روستا مجبور بودند که خودشان چای سیاه تولید کنند. در فرآیندهای تولید چای به روش دستی، اول باید برگ چای که حاوی دو برگ یک غنچه است را بچینید. بعد از چیدن برگ سبز چای، برگ‌های چیده شده را برای مدت مشخصی و در محل مشخصی قرار دهید تا برگ چای پلاسیده و پژمرده شوند. پلاسیده شدن باعث می‌شود که آنزیم‌های موجود در چای فعال‌شده و باعث شود که در پایان فرایند تولید، برگ چای، سیاه شود. بعد از پلاسیده شدن، نوبت به مالش چای می‌رسد. باید برگ‌های پلاسیده شده را در ظرف بزرگی ریخته و با دست مالش دهید. مالش زمانی متوقف می‌شود که برگ چای کاملاً مچاله و شیره خود را پس دهد و به‌اصطلاح کف کند. بعد از مالش، نیم ساعتی برگ مالش داده را به حال خود رها کنید تا شیره پس داده دوباره به خرد چای برود. بعد از گذشت نیم ساعت باید برگ مالش داده‌شده را پهن کرده و در زیر نور آفتاب قرار دهید یا می‌توانید رو اجاق‌گاز قرار داده و با گرمای اجاق، برگ چای را خشک‌کنید. بعد از خشک‌کردن، چای سیاه آماده دم کردن و نوشیدن است.

## ويژگى‌هاى چای سیاه
برگ سبز چای سرشار از آنتی‌اکسیدان، کافئین، منیزیم، پتاسیم، سدیم، تئوفیلین، کلروفیل و تانن است. در پژوهش هايى، پژوهشگران به این نتیجه رسیده‌اند که خوردن یک فنجان چای سیاه در طول روز، ابتلا به بیماری‌های قلبی را کاهش می‌دهد. چای سیاه از رشد سرطان جلوگیری می‌کند و سلول‌های سرطانی را وادار به خودکشی می‌کند. حتی در مواردی نیز مشاهده  شده که مصرف چای عملکرد مغز را تقویت کرده و از بروز بیماری آلزایمر جلوگیری می‌کند. همچنین خون را تصفیه کرده و فشارخون را کنترل می‌کند. بعد از خوردن غذا، نوشیدن چای می‌تواند معده را گرم‌ و نرم کرده و باعث شود که هضم غذا راحت‌تر انجام شود.

## زيان‌هاى چای سیاه
چای سیاه همانند هر گیاه دیگری اگر به اندازه نیاز بدن مصرف نشود و از اندازه معمول فراتر برود، می‌تواند مايه بروز مشکلات شود. اگر گیاه خوار هستید توصیه می‌شود که بلافاصله بعد از خوردن غذا چای مصرف نشود. خوراکی ها دارای دونوع آهن هم و غیر هم هستند که آهن هم در گوشت و آهن غیر هم فقط در گیاهان یافت میشود. چای با جذب آهن غیر هِم غذا، مانع جذب آهن توسط بدن می‌شود، در نتیجه خوردن چای بلافاصله بعد از غذا فقط برای گیاه خواران مضر است. خوردن چای کهنه دم باعث یبوست می‌شود. سعی کنید که همیشه چای ارگانیک مصرف کنید، خواص چای ارگانیک اصلاً قابل قیاس نیست با چای‌های دیگر نظیر چای بسته‌بندی و چای‌هایی که دارای طعم دهنده هستند. خوردن مداوم چای کیسه‌ای باعث به وجود آمدن مشکلات گوارشی می‌شود.